# USS Missouri (BB-11)
USS Missouri (BB-11) byl predreadnought Námořnictva Spojených států amerických, který postavila loděnice Newport News Shipbuilding ve Virginii. Jednalo se o druhou jednotku třídy Maine.

## Stavba

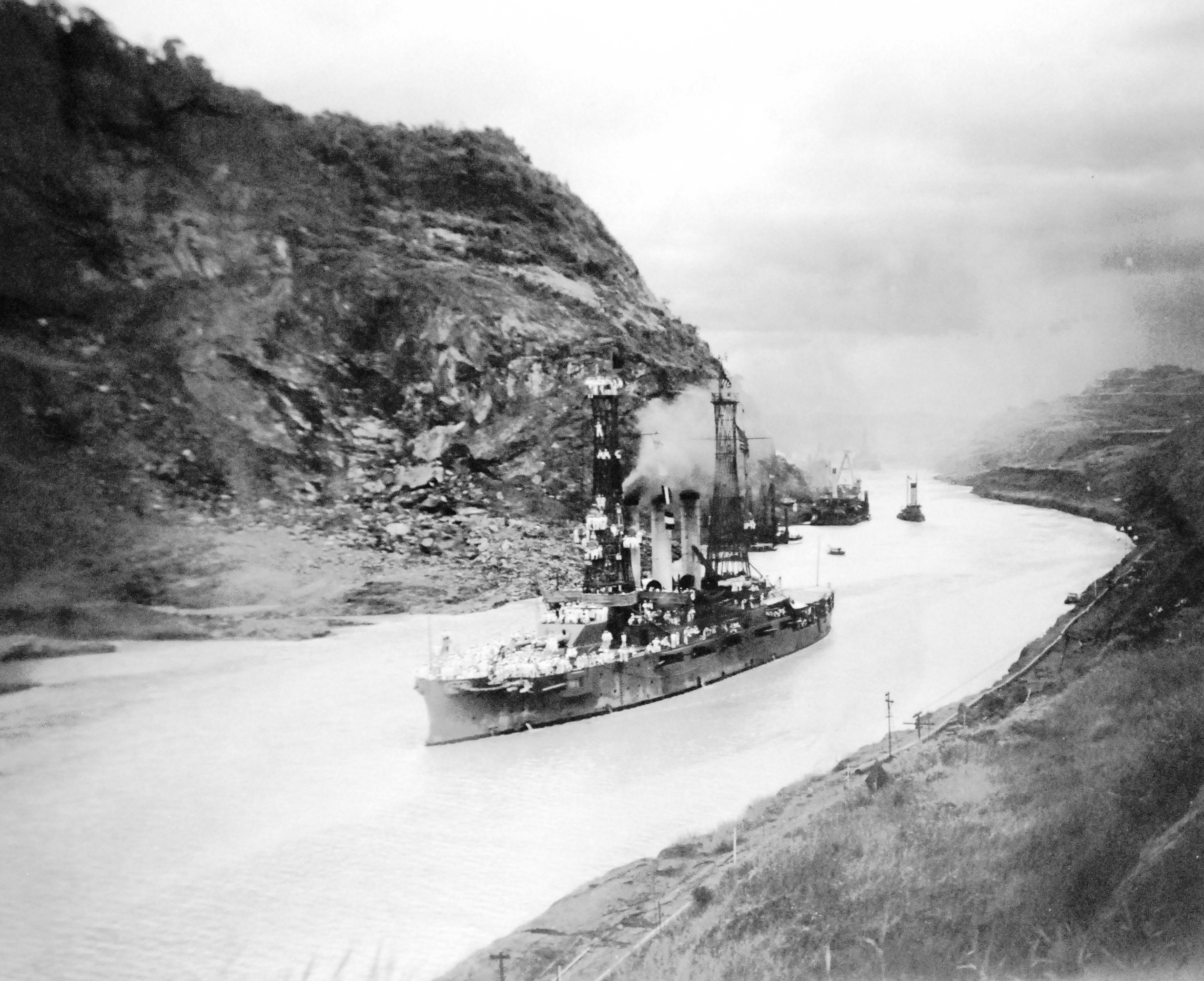
USS Missouri v Panamském průplavu v roce 1915

Stavba lodi Missouri začala v roce 1900 v americké loděnici Newport News Shipbuilding. O pouhý jeden rok později byla loď spuštěna na vodu a dne 1. prosince 1903 byla Missouri uvedena do služby k Atlantské flotile.

## Výzbroj
Primární výzbroj lodě tvořily dvě dvojhlavňové dělové věže s 305mm děly. Sekundární výzbroj tvořilo šestnáct 152mm kanónů. Dále byla loď vyzbrojena osmi 47mm kanóny QF 3-pounder, šesti 37mm automatickými kanóny QF 1-pounder a čtyřmi torpédomety pro 457mm torpéda.